# Dit navn skrevet i bølger
|  | Denne artikel er oprettet af botten Steenthbot ud fra en ekstern database. Den kan derfor have sproglige fejl eller mangler. Denne skabelon kan fjernes efter kontrol af indholdet. |

Dit navn skrevet i bølger er en dansk kortfilm instrueret af Teys Schucany.

## Handling
Ungdomskæresteparret, Karl og Andrea, skal bruge weekenden sammen i et lejet sommerhus. Det virker som en helt almindelig romantisk kærestetur, men som weekenden skrider frem bruser deres problematiske fortid, dramaer og usikkerheder op og overtager deres weekend.

## Medvirkende
- Skjold Rambow
- Fanny Bornedal